# ایگروش
ایگروش (به صربی: Igroš) یک منطقهٔ مسکونی در صربستان است که در بروس واقع شده‌است. ایگروش ۶۳۷ نفر جمعیت دارد.